# Cantonul Nailloux
Cantonul Nailloux este un canton din arondismentul Toulouse, departamentul Haute-Garonne, regiunea Midi-Pyrénées, Franța.

## Comune
- Auragne
- Caignac
- Calmont
- Gibel
- Mauvaisin
- Monestrol
- Montgeard
- Nailloux (reședință)
- Saint-Léon
- Seyre